# ورونیکا آفیسینالیس
ورونیکا آفیسینالیس (نام علمی: Veronica officinalis) نام یک گونه از سرده سیزاب است.